# Luís António Infante Passanha
Luís António da Fonseca Infante Passanha ComNSC, mais conhecido como Comendador Infante Passanha (Ferreira do Alentejo, 1829 - 1892), foi um político português.

## Biografia

### Nascimento e carreira política
Luís António Infante Passanha nasceu na vila de Ferreira do Alentejo, em 1829.
Exerceu como presidente da Câmara Municipal de Ferreira do Alentejo entre 1874 e 1886, tendo-se notabilizado por ter ordenado a construção da Fonte das Bicas e do matadouro municipal.

### Falecimento e família
Faleceu em 1892. Desposou Maria José de Arce Cabo, com quem teve quatro filhas: Palmira Infante Passanha, que casou com o político Luís Augusto Rebelo da Silva, Francisca Arce Infante Passanha, Maria José Infante Passanha, e Virgínia Arce Infante Passanha.

## Homenagens
Foi homenageado com o grau de comendador da Ordem de Nossa Senhora da Conceição de Vila Viçosa.
O antigo rossio de Ferreira do Alentejo recebeu o nome de Praça do Comendador Infante Passanha, tendo sido instalado no centro um busto de bronze com a inscrição no pedestal Luiz António Infante Passanha. Ferreira reconhecida. 1829 - 1892.